# Azeitão

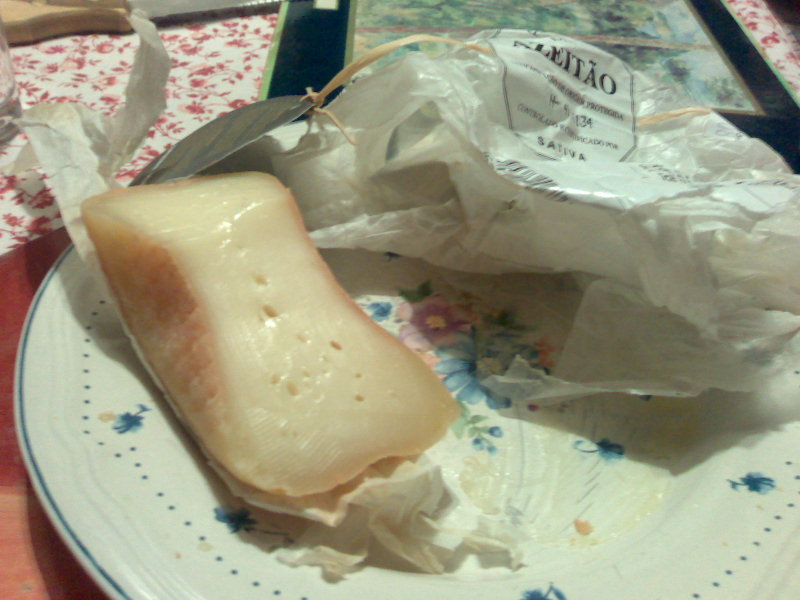
Azeitão ost

Azeitão eller queijo de Azeitão är en portugisisk fårost som tillverkas i regionen Azeitão i Setubal cirka 40 km från huvudstaden Lissabon. Den säljs i runda bitar på cirka 300 gram.

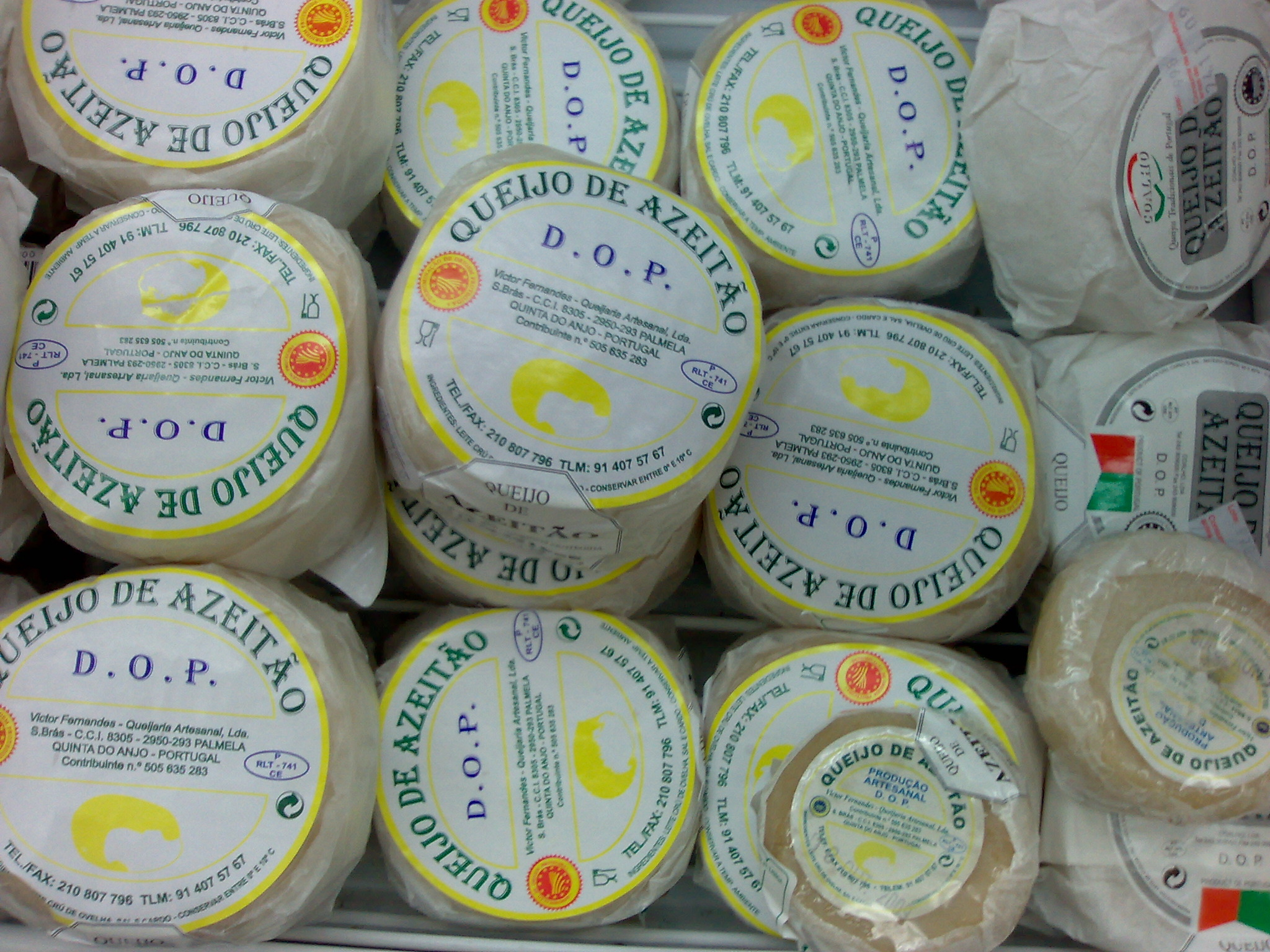
Azeitão ostar